# 杀戮罗曼史
是一部2023年上映的韩国悬疑喜剧电影，由《男人使用说明书》的导演李元锡执导，《内在美》的朴正艺编剧执笔，李荷妮、李善均及孔明主演，于2023年4月14日在韩国上映。

## 剧情概要
顶级明星黄如来（李荷妮 饰）因尴尬的演技而沦落为国民的笑柄，她因此深受打击并宣布退出演艺圈。此时她遇到了岛国财阀乔纳森（李善均 饰），他们陷入了命运般的爱情。后来，她偶然遇见了自己粉丝俱乐部第三期的会员范宇（孔明 饰），两人异想天开地开始谋划复出作战计划。

## 演员阵容

### 主要人物
- 李荷妮 饰演 黄如来

乔纳森的妻子，曾为演员，在人气上升期的关键时刻却因演技差备受嘲讽，结婚后退出演艺圈。退圈后逐渐失去自我。之后偶然遇见粉丝俱乐部第三期的会员。
- 李善均 饰演 乔纳森·罗（Jonathan Na）

财阀，岛国的地主和房地产商人。后在太平洋的岛屿上遇见如来并向她伸出援手，进而与她坠入爱河并结婚。
- 孔明 饰演 金范宇

学生，「如来粉丝俱乐部」的第三期会员。

### 其他人物
- 裴侑藍 饰演 李永灿
- 沈達琪 饰演 Bori／鸵鸟的声音
- 白贤淑 饰演 苏珊B

### 特别出演
- 崔德文 饰演 崔代表
- 吴政世 饰演 汗蒸房老板

## 发行
2023年5月18日起通过IPTV、线上及手机等渠道提供VOD点播服务。

## 奖项荣誉
| 年份   | 颁奖礼             | 奖项                | 入围者             | 结果 | 参考  |
| ------ | ------------------ | ------------------- | ------------------ | ---- | ----- |
| 2023年 | 第32屆釜日電影獎   | 最佳美术／技术      | 申宥珍（美术指导） | 提名 |       |
| 2023年 | 第59屆大鐘賞       | 最佳美術            | 申宥珍             | 提名 | [ 6 ] |
| 2023年 | 第59屆大鐘賞       | 最佳服裝            | 尹貞熙             | 獲獎 | [ 6 ] |
| 2024年 | 第60届百想艺术大奖 | 电影部门 最佳剧本   | 朴正艺             | 提名 | [ 7 ] |
| 2024年 | 第60届百想艺术大奖 | 电影部门 最佳女主角 | 李荷妮             | 提名 | [ 7 ] |

## 记事
- 此片是导演李元锡与李善均继电视剧《Pasta》后时隔十三年的再度合作，亦是李元锡与李荷妮、孔明继电影《极限职业》后的二度合作。